# Renate Meyer
Renate Meyer (República Federal Alemana, 6 de enero de 1938) fue una atleta alemana especializada en la prueba de 4 × 100 m, en la que consiguió ser subcampeona europea en 1966.

## Carrera deportiva
En el Campeonato Europeo de Atletismo de 1966 ganó la medalla de plata en los relevos 4x100 metros, con un tiempo de 44.5 segundos, llegando a meta tras Polonia y por delante de la Unión Soviética (bronce).